# Тракайский полуостровной замок

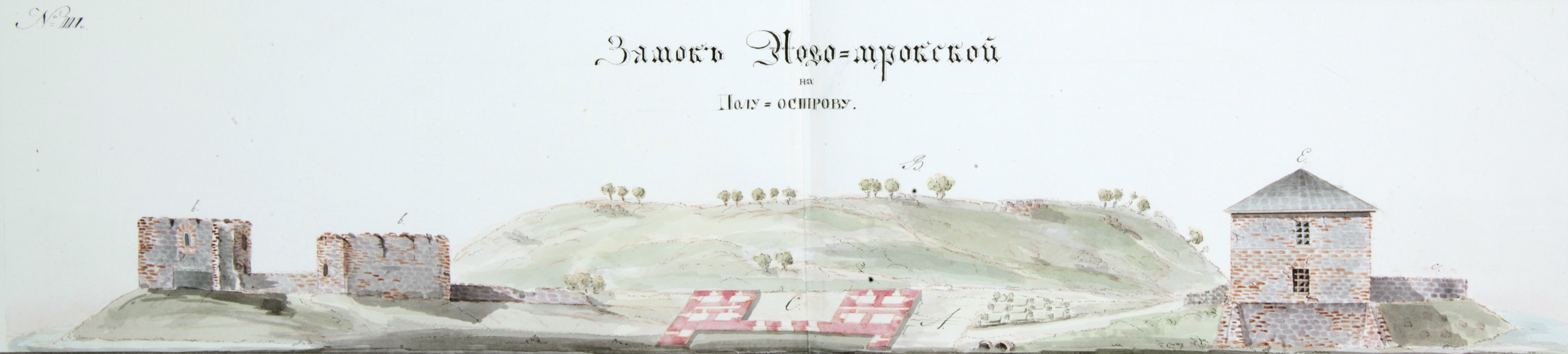
Что осталось от замка к 1827 году

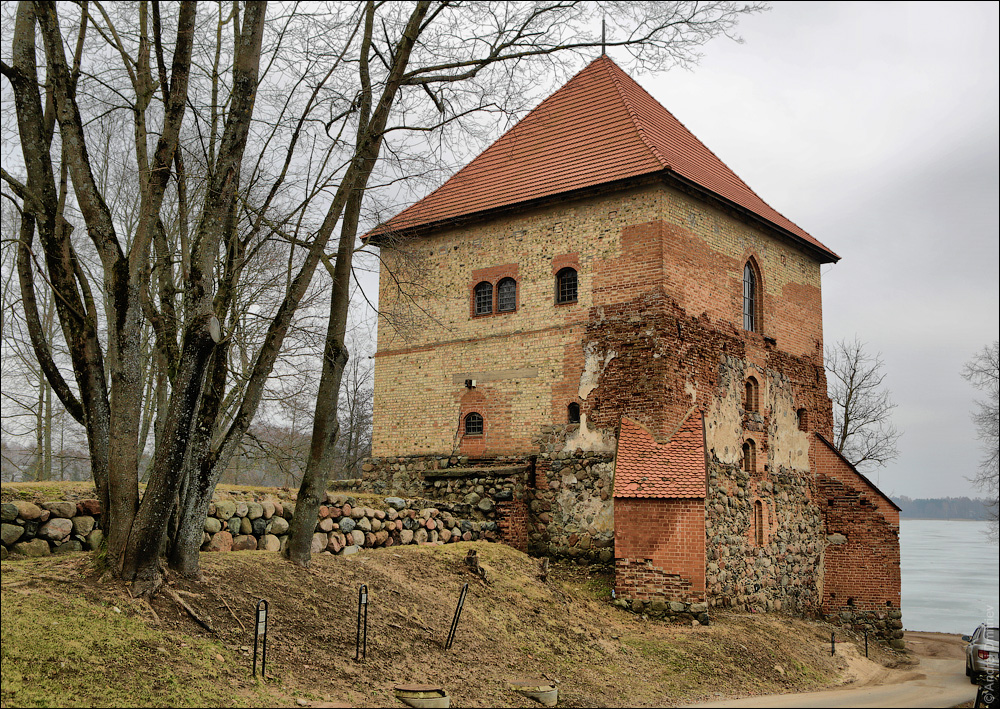
Угловая башня после реконструкции

Тракайский (Трокский) полуостровной замок (лит. Trakų pusiasalio pilis) — замок, построенный в 3-й четверти XIV века Кейстутом на полуострове между озёрами Гальве и Лука в Тракае (Троках). Включён в Тракайский исторический национальный парк.
Новотрокский замок Кейстута имел шесть или семь квадратных в сечении башен, соединённых стеной в 10 метров высотой. При строительстве применялись как кирпич, так и камень. Вместе с тем проезжавший мимо Жильбер де Ланнуа записал в 1414 году, что замок этот «очень старый, построен совершенно из дерева и деревянного плетня, обведённого дёрном». Ров шириной в 12-14 метров отделял укрепления от посада.
Замок пострадал в 1380-е гг. во время междоусобных войн Витовта с Ягайло, после чего был перестроен. В 1440 г. здесь был убит великий князь Сигизмунд Кейстутович. В XVI веке обветшал и использовался главным образом как место заключения политических противников великих князей.
В середине XVII века замок был разрушен русскими войсками. Трокский воевода Огинский в 1678 г. распорядился отдать руины в распоряжение доминиканцев. Возведение монастыря на старом замчище было закончено в 1770-е годы. Основные его строения сохранились.
До XX века от замка дошли несколько башен, да и те в аварийном состоянии. В 1854 г. их исследовал и описал Е. П. Тышкевич. В 1933 г. развалины получили статус национального памятника. В 1950-е гг. начались археологические раскопки и проведены мероприятия по консервации укреплений. Советские реставрационные работы по воссозданию утраченных наверший башен курировали Бронюс Круминис и Станисловас Микулёнис. Реконструкция возобновилась в 2002 году.